# Alonso Pérez de Saavedra y Narváez
Alonso Pérez de Saavedra y Narváez, I conde de la Jarosa, fue un noble y militar español. 

## Biografía
Desempeñó los cargos de brigadier del ejército, corregidor de Granada entre 1699 y 1703, de Madrid en dos periodos, el primero entre 1707 y 1710 y el segundo entre 1713 y 1715, asistente, gobernador y maestre de campo general de Sevilla entre 1718 y 1725 y miembro del Consejo de Hacienda. Se casó con María Antonia de Narváez y Argote, de cuyo matrimonio tuvo 10 hijos, entre ellos Luis Pérez de Saavedra, II conde de la Jarosa y Andrés, María de la Natividad, Teresa y Felipe que ingresaron en congregaciones religiosas. El título de Conde de la Jarosa, con el Vizcondado previo de Alameda, le fue concedido por el rey Felipe V por real decreto de 1712, en referencia a La Dehesa de Jarosa en la provincia de Córdoba. 